# Delta3 Tauri
Título a ser usado para criar uma ligação interna é Delta3 Tauri.
Delta3 Tauri (68 Tauri) é uma estrela na direção da constelação de Taurus. Possui uma ascensão reta de 04h 25m 29.32s e uma declinação de +17° 55′ 40.8″. Sua magnitude aparente é igual a 4.30. Considerando sua distância de 148 anos-luz em relação à Terra, sua magnitude absoluta é igual a 1.02. Pertence à classe espectral A2IV. É uma estrela variável alpha2 Canum Venaticorum. É membro do aglomerado aberto Híades.